# Great Orme

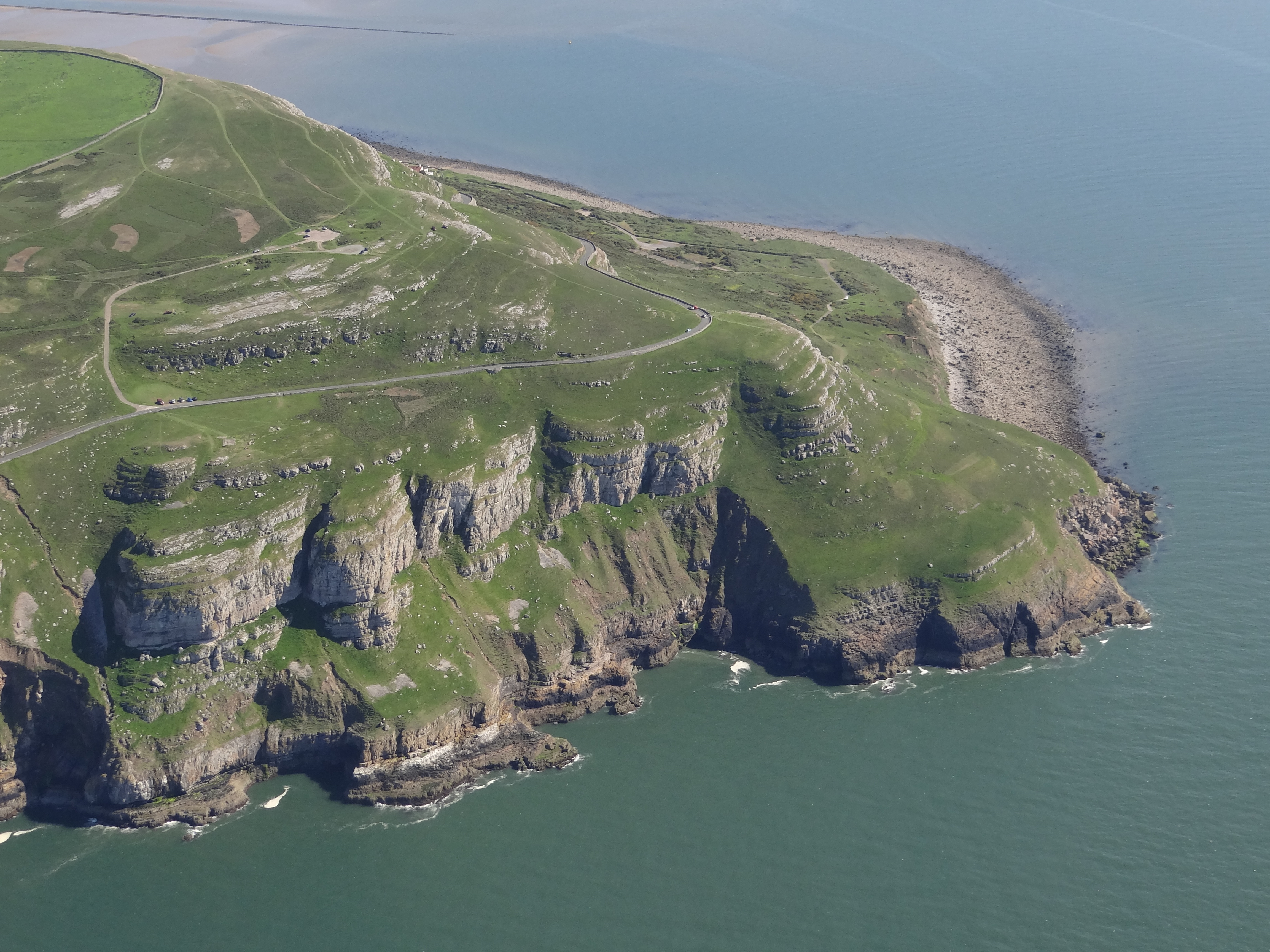
Great Orme von Norden, 2014

Der Great Orme (Walisisch: Y Gogarth) ist ein 207 m ASL hoher Berg in Wales.
Die Anhöhe liegt direkt an der Irischen See. Sie ist ein beliebter Aussichtspunkt und kann mit der Great Orme Tramway, einer schmalspurigen Standseilbahn, von Süden her bis in Gipfelnähe erreicht werden. Alternativ führt eine Seilbahn von der Seebrücke Llandudno-Pier auf den Gipfel. Dort befindet sich ein Besucherzentrum.
Nördlich befindet sich auf ihr ein Leuchtfeuer für die Seefahrt. Das Gelände fällt dort über Klippen steil zum Meer hin ab.
Seit etwa 2000 v. Chr. wurde hier mit Hilfe von Steinwerkzeugen das Kupfererz Malachit abgebaut, dessen Spuren in vielen Bronzeäxten in Nordwesteuropa nachgewiesen wurden. Die Minen wurden erst 1987 entdeckt. Sie können besichtigt werden.
Um Great Orme lebt eine Herde von ungefähr 100 wilden Kaschmirziegen.